# 스반인
스반인(조지아어: სვანები Svanebi)은 조지아의 한 민족으로, 조지아 북서부의 스바네티아 지역에 대다수가 거주한다. 카르트벨리어족의 스반어를 사용한다.
스반 사람들은 스스로를 Soanes로 불렸다고 고대 그리스 문헌에서 밝히고 있으며 이는 지리학자이던 스트라보가 기록한 것이다. 이 지역이 지금도 스반 사람들이 거주하는 지역인 것으로 밝혀진 바 있다.
1930년대까지 인근 소수민족의 인구학 통계 체계가 어느 정도 잡혀 있었으나 이후에는 조지아의 하위 민족으로 여겨져 편입됐다. 조지아 정교회를 믿으며 기독교화는 4~6세기경에 이뤄졌다. 하지만 예부터 내려온 토속신앙도 여전히 남아있다. 전형적인 가부장제이며 대가족 문화는 여전히 흔하다. 여성 연장자를 극히 우대하는 풍습이 있다.

## 언어
대개 스반어와 조지아어를 모두 구사할 줄 안다. 스반어는 조지아어와 같은 분과에 속하는 언어로서 남캅카스어족에 속한다. 하지만 스반어는 대개 구전으로만 전해지는 언어로서, 스반어의 영향력은 갈수록 조지아어에 밀리고 있다.

## 문화
춤과 노래에 가장 독특하고 아름다운 문화 유산이 베어난다. 노래와 춤은 조지아 전통 민속 음악과 함께 그 묘미가 있다.

## 같이 보기
- 코도리